# Saab 600
Saab 600 – samochód osobowy klasy kompaktowej produkowany przez szwedzką markę Saab w latach 1980 – 1982.

## Historia i opis modelu

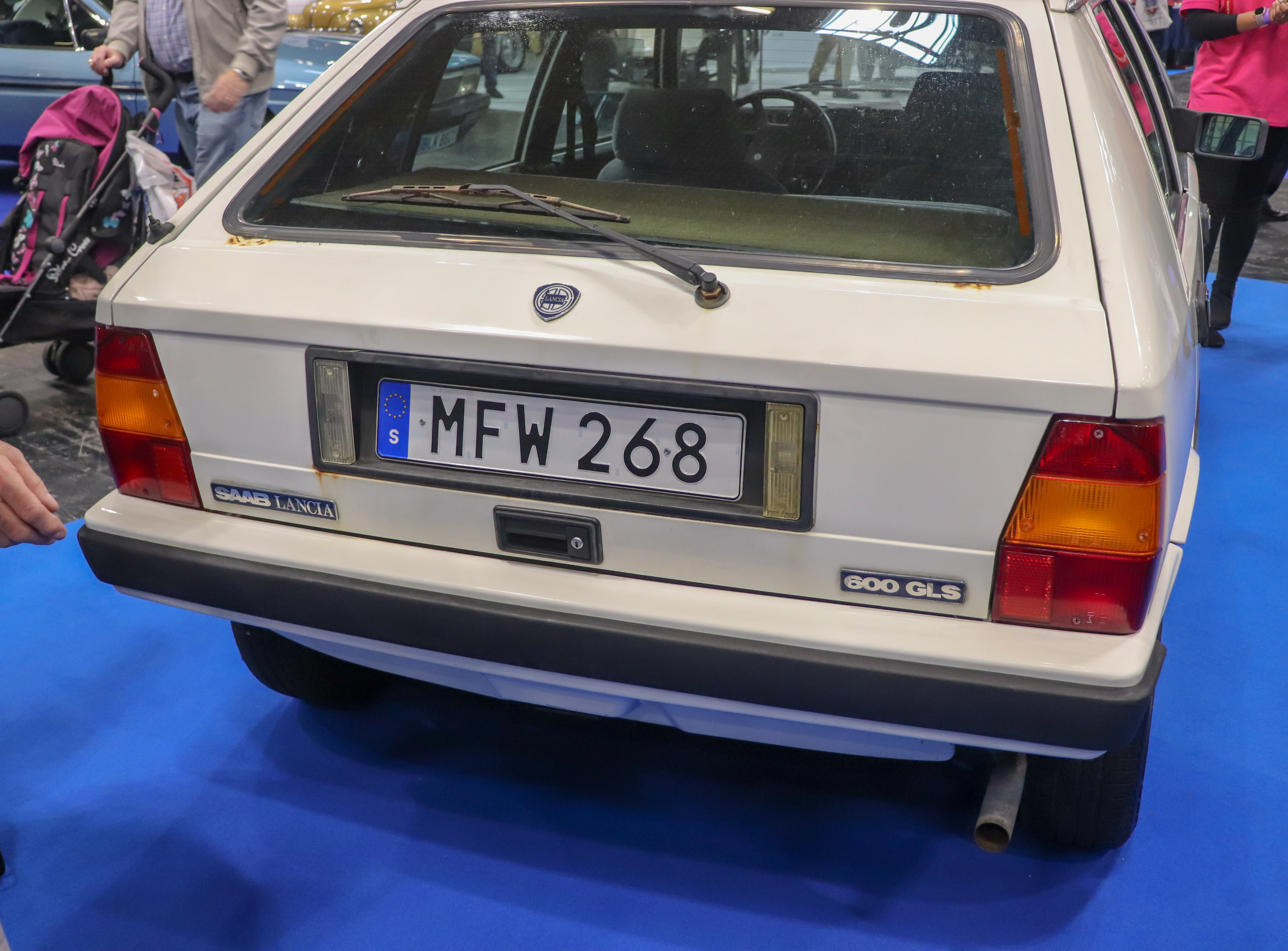
Saab 600 - tył

Na przełomie lat 70. i 80. XX wieku Saab potrzebował wsparcia finansowego przy opracowaniu nowego modelu pojazdu, następcy modelu 96. Postanowiono nawiązać współpracę z innym producentem samochodów. Ostatecznie zawarta została umowa o współpracy z włoskim koncernem FIAT i kilkoma firmami z jego grupy: Alfa Romeo i Lancia. Na podstawie umowy opracowane zostały na wspólnej platformie Lancia Thema, Alfa Romeo 164, Saab 9000 oraz Fiat Croma. Jedną z części tej umowy była sprzedaż przez Saaba na rynku szwedzkim modelu Lancia Delta, pod zmienioną nazwą na Saab 600. Pojazd zaprojektowany został przez Giorgetto Giugiaro. Samochód został po raz pierwszy zaprezentowany podczas targów motoryzacyjnych we Frankfurcie w 1979 roku. Model Delta zdobył w 1980 roku tytuł Europejskiego Samochodu Roku.
Saab 600 zwany też Saab-Lancia 600 różnił się od pierwowzoru głównie znaczkami. Model ten był dopasowany do oferty Saaba, ponieważ posiadał napęd przedni i nadwozie typu hatchback. Dzięki współpracy między Lancią a Saabem oba pojazdy otrzymały dobre zabezpieczenie antykorozyjne i dobre przystosowanie do zimnego klimatu. Model oferowany był wyłącznie na rynku szwedzkim i norweskim. Sporadyczne egzemplarze kupić można było także w Finlandii, Danii oraz na Islandii.

### Wersje wyposażeniowe[3]
- GL
- GLS
- GLE

### Silniki
| Model              | Pojemność skokowa [cm³] | Typ silnika        | Rodzaj silnika     | Moc maksymalna [KM] (kW) przy obr./min | Maks. moment obrotowy [Nm] przy obr./min | Przyspieszenie 0-100 km/h [s] | Prędkość maks. [km/h] | Średnie spalanie [l/100 km] |                    |
| Silniki benzynowe: | Silniki benzynowe:      | Silniki benzynowe: | Silniki benzynowe: | Silniki benzynowe:                     | Silniki benzynowe:                       | Silniki benzynowe:            | Silniki benzynowe:    | Silniki benzynowe:          | Silniki benzynowe: |
| ------------------ | ----------------------- | ------------------ | ------------------ | -------------------------------------- | ---------------------------------------- | ----------------------------- | --------------------- | --------------------------- | ------------------ |
| 1.5 8V             | 1498                    | R4                 | Wolnossący         | 85 (63)/5800                           | 125/3500                                 | 12,5                          | 161                   | 9,1                         |                    |